# Jacek Dukaj
Jacek Józef Dukaj (ur. 30 lipca 1974 w Tarnowie) – polski pisarz, autor fantastyki i publicysta. Pisze głównie literaturę science fiction, choć niektóre z jego utworów zaliczyć można również do fantasy. Najczęściej nagradzany polski pisarz fantastyki.

## Życiorys
Ukończył III Liceum Ogólnokształcące w Tarnowie oraz studia filozoficzne na Uniwersytecie Jagiellońskim. Debiutował w wieku 15 lat, napisanym dwa lata wcześniej opowiadaniem Złota Galera, opublikowanym w lutym 1990 w miesięczniku „Fantastyka”. Kolejne jego opowiadania ukazywały się drukiem w magazynie literackim „Fenix” oraz „Nowej Fantastyce”.
W 1997 wyszedł jego debiut książkowy, powieść Xavras Wyżryn. W następnych latach ukazywały się kolejne nagradzane powieści: Aguerre w świcie (2001), Czarne oceany (2001), Extensa (2002), Perfekcyjna niedoskonałość (2004), Inne pieśni (2004) oraz zbiory opowiadań: W kraju niewiernych (2000), Xavras Wyżryn i inne fikcje narodowe (2004).
W 2004 był pomysłodawcą i redaktorem antologii PL +50. Historie przyszłości, w której współcześni polscy autorzy science-fiction, ale także kilku naukowców i felietonistów opisało swoje wizje Polski w roku 2054.
6 grudnia 2007 ukazała się kolejna powieść Jacka Dukaja – Lód, Książka Roku 2007 w plebiscycie Wirtualnej Polski, Książka Jesieni 2007 w PPNW, nominowana do „Angelusa”, Nagrody im. Józefa Mackiewicza i Nagrody Literackiej Nike 2008.
W marcu 2008 w Wydawnictwie Literackim ukazało się wznowienie zbioru opowiadań W kraju niewiernych w nowej szacie graficznej, w maju – Innych pieśni, w październiku – Czarnych oceanów. W listopadzie 2009 wydano powieść Wroniec, której tło stanowi stan wojenny z 1981. Zbiór opowiadań Król Bólu ukazał się 25 listopada 2010. 
Teksty publicystyczne i recenzje Dukaja publikowane były w „Nowej Fantastyce”, „SFinksie”, „Miesięczniku”, „Framzecie”, „Fantomie”, „Feniksie” „Science Fiction”, „Super Fantastyka Powieść”, „Czasie Fantastyki”.
Film animowany Tomasza Bagińskiego Katedra na podstawie opowiadania Dukaja został w 2003 nominowany do Oscara. Oprócz Imperium chmur i pierwszego wydania Xavrasa Wyżryna, okładki wszystkich książek Dukaja są autorstwa Bagińskiego.
W 2019 roku w krakowskim Wydawnictwie Literackim ukazał się zbiór esejów Jacka Dukaja – Po piśmie, który zdaniem krytyka „Twórczości”, Dariusza Żółtowskiego:
[W]ykłada być może najgłębiej tkwiącą, a często pomijaną, wartość literatury, fabularności, opowiadania – poznawanie Innego. Bez drugiego, bez myślenia o nim nie istnieje – w moim odczuciu – prawdziwa literatura, za którą można by podążyć. Nie będzie prawdziwa, bo nie pomieści doświadczenia. Czytanie będzie miało sens wyłącznie wtedy, gdy stanie się czynnością totalną, gdy będziemy się zachwycać tym, co czytamy, tak jak Dukaj – Sercem ciemności. Z dbałością o każdy detal.
Utwory Dukaja przetłumaczone zostały na język angielski, niemiecki, włoski, rosyjski, czeski, słowacki, macedoński, węgierski i bośniacki. Złota Galera ukazała się w języku angielskim w antologii The Dedalus Book of Polish Fantasy (1996), tłumaczona przez Wieśka Powagę. Ruch generała oraz fragmenty Katedry zostały przetłumaczone na angielski przez Michaela Kandela. Ruch generała ukazał się w książce The Polish Book of Monsters (2010). Katedra nie została wydana, poza fragmentami dostępnymi w Internecie.
W 2022 roku Jacek Dukaj założył spółkę technologiczną Nolensum, zajmującą się produkcją gier komputerowych, m.in. gry Hardware Dreams opartej na jego powieści Starości aksolotla.
Mieszka w Krakowie.

## Nagrody i wyróżnienia
W 1999 otrzymał Srebrny Glob za opowiadanie Serce Mroku. 
Ośmiokrotny laureat Sfinksa, jednokrotnie w kategorii Polskie opowiadanie roku za Serce Mroku (1999), czterokrotnie w kategorii Polska powieść roku za Czarne oceany (2002), Inne pieśni (2004), Lód (2008) i Króla Bólu (2011) oraz trzykrotnie w kategorii Książka roku za W kraju niewiernych (2001), Czarne oceany (2002) i Króla Bólu (2011).
Sześciokrotnie nagrodzony Nagrodą im. Janusza A. Zajdla, w tym jednokrotnie za opowiadanie Katedra (2000) oraz pięciokrotnie za powieści: Czarne oceany (2001), Inne pieśni (2003), Perfekcyjna niedoskonałość (2004), Lód (2007), a także Król Bólu i pasikonik (2010). Był również czternastokrotnie nominowany do nagrody, w tym siedmiokrotnie za opowiadania: Wielkie podzielenie (1996), Serce Mroku (1998), Ruch generała (2000), Crux (2004), Kto napisał Stanisława Lema? (2008), Piołunnik (2010) i Portret nietoty (2012) oraz siedmiokrotnie za powieści: Szkoła (1996), Xavras Wyżryn (1997), Aguerre w świcie (2001), Extensa (2002), Wroniec (2009), Science fiction (2011) i Starość aksolotla (2015).
Czterokrotnie nominowany do Paszportu Polityki w kategorii Literatura. W 2002 rekomendowany przez Dariusza Nowackiego i Tadeusz Nyczka za Czarne oceany i Extensę. W 2004 nominowany przez Pawła Dunina-Wąsowicza, Dariusza Nowackiego i Przemysława Czaplińskiego za Inne pieśni i Perfekcyjną niedoskonałość. W 2008 wskazany przez Pawła Dunina-Wąsowicza i Przemysława Czaplińskiego za Lód. W 2009 zgłoszony przez Grzegorza Jankowicza i Dariusza Nowackiego za Wrońca.
Trzykrotny laureat „Śląkfy” jako Twórca Roku (2000, 2007 i 2009 – wspólnie z Jakubem Jabłońskim). Trzykrotnie wyróżniony przez Poznański Przegląd Nowości Wydawniczych za Inne pieśni (Książka Jesieni 2003, wyróżnienie), Lód (Książka Jesieni 2007) oraz Wrońca (Książka Jesieni 2009). Trzykrotnie nominowany do Nagrody Nautilus za powieści: Inne pieśni (2003), Perfekcyjna niedoskonałość (2004), Lód (2007).
Trzykrotny laureat Nagrody Głównej w Nagrodzie Literackiej im. Jerzego Żuławskiego za: Lód (2008), Science fiction (2012) oraz Imperium chmur (2019). Otrzymał również Złote Wyróżnienie za Linię oporu (2011) i Nagrodę Specjalną za Wrońca (2010). Dwukrotnie nominowany do Nagrody Literackiej im. J. Mackiewicza za Lód (2008) i Wrońca (2010). W drugim przypadku otrzymał wyróżnienie.
Lód został Książką Roku 2007 w plebiscycie Wirtualnej Polski. Otrzymał również nominacje do Literackiej Nagrody Europy Środkowej „Angelus”, Nagrody im. Józefa Mackiewicza, Nagrody Mediów Publicznych „Cogito” oraz Nagrody Literackiej „Nike” za 2007.
27 września 2008 jury Fundacji im. Kościelskich ogłosiło, że Jacek Dukaj otrzymał za Lód Nagrodę Kościelskich. Fundacja chciała podkreślić uniwersalne wartości jego twórczości, sprawność językową i narracyjną oraz rozmach powieści.
W 2009 Jacek Dukaj został polskim laureatem Europejskiej Nagrody Literackiej, również za powieść Lód. W lutym 2011 zbiór opowiadań Król Bólu został wybrany Krakowską Książką Miesiąca.
18 października 2012 Minister Kultury i Dziedzictwa Narodowego Bogdan Zdrojewski zdecydował o przyznaniu Jackowi Dukajowi Brązowego Medalu „Zasłużony Kulturze Gloria Artis”. Uroczystość wręczenia odznaczeń odbyła się 11 grudnia tego samego roku.
W 2023 roku został  laureatem nagrody przyznawanej przez Europejskie Stowarzyszenie Science-Fiction – EuropeanScience-Fiction Society (ESFS) w kategorii „Best author”.

## Twórczość literacka

### Powieści
| Tytuł                      | Wydawnictwo            | Rok publikacji | Uwagi                                                      |
| -------------------------- | ---------------------- | -------------- | ---------------------------------------------------------- |
| Zanim noc                  | SuperNOWA              | 1997           | mikropowieść opublikowana w zbiorze Xavras Wyżryn          |
| Xavras Wyżryn              | SuperNOWA              | 1997           | mikropowieść opublikowana w zbiorze Xavras Wyżryn          |
| Xavras Wyżryn              | Wydawnictwo Literackie | 2004, 2009     | włączone do zbioru Xavras Wyżryn i inne fikcje narodowe    |
| Aguerre w świcie           | Solaris                | 2001           | mikropowieść opublikowana w antologii Wizje alternatywne 3 |
| Aguerre w świcie           | Wydawnictwo Literackie | 2010           | włączone do zbioru opowiadań Król Bólu                     |
| Czarne oceany              | SuperNOWA              | 2001           |                                                            |
| Czarne oceany              | Wydawnictwo Literackie | 2008           |                                                            |
| Córka łupieżcy             | Solaris                | 2002           | mikropowieść opublikowana w antologii Wizje alternatywne 4 |
| Córka łupieżcy             | Wydawnictwo Literackie | 2009           | pierwsze samodzielne wydanie                               |
| Extensa                    | Wydawnictwo Literackie | 2002, 2010     |                                                            |
| Inne pieśni                | Wydawnictwo Literackie | 2003, 2010     |                                                            |
| Perfekcyjna niedoskonałość | Wydawnictwo Literackie | 2004, 2008     | pierwsza część zaplanowanej trylogii Progresu              |
| Lód                        | Wydawnictwo Literackie | 2007           | [ b ]                                                      |
| Wroniec                    | Wydawnictwo Literackie | 2009           | [ b ]                                                      |
| Science fiction            | Powergraph             | 2011           | mikropowieść opublikowana w antologii Science fiction      |
| Science fiction            | BookRage               | 2013           | osobne wydanie w formie ebooka                             |
| Starość aksolotla          | Grupa Allegro          | 2015           | opublikowane w formie ebooka                               |
| Starość aksolotla          | Wydawnictwo Literackie | 2019           | pierwsze papierowe wydanie                                 |
| Imperium chmur             | Wydawnictwo SQN        | 2018           | mikropowieść opublikowana w antologii Inne światy          |
| Imperium chmur             | Wydawnictwo Literackie | 2020           | pierwsze samodzielne wydanie                               |
| Linia oporu                | Wydawnictwo Literackie | 2010           | mikropowieść opublikowana w antologii Król bólu            |
| Linia oporu                | Wydawnictwo Literackie | 2024           | pierwsze samodzielne wydanie                               |

### Zbiory opowiadań
| Tytuł                                | Wydawnictwo            | Rok publikacji | Zawartość |
| ------------------------------------ | ---------------------- | -------------- | --- |
| Xavras Wyżryn                        | SuperNOWA              | 1997           | - Zanim noc - Xavras Wyżryn                                                                                         |
| W kraju niewiernych                  | SuperNOWA              | 2000           | - Ruch generała - IACTE - Irrehaare - Muchobójca - Ziemia Chrystusa - Katedra - Medjugorje - In partibus infidelium |
| W kraju niewiernych                  | Wydawnictwo Literackie | 2008           | - Ruch generała - IACTE - Irrehaare - Muchobójca - Ziemia Chrystusa - Katedra - Medjugorje - In partibus infidelium |
| Xavras Wyżryn i inne fikcje narodowe | Wydawnictwo Literackie | 2004, 2009     | - Xavras Wyżryn - Sprawa Rudryka Z. - Przyjaciel prawdy. Dialog idei - Gotyk                                        |
| Król Bólu                            | Wydawnictwo Literackie | 2010           | - Linia oporu - Oko potwora - Szkoła - Król Bólu i pasikonik - Crux - Serce Mroku - Aquerre w świcie - Piołunnik    |

### Opowiadania
| Tytuł                          | Miejsce publikacji                                                                | Rok pierwszej publikacji |
| ------------------------------ | --------------------------------------------------------------------------------- | ------------------------ |
| Złota Galera                   | Fantastyka 2/1990                                                                 | 1990                     |
| Złota Galera                   | antologia Jawnogrzesznica, Przedświt 1991                                         | 1990                     |
| Złota Galera                   | antologia Miłosne dotknięcie nowego wieku, Prószyński i S-ka 1998                 | 1990                     |
| Śmierć matadora                | Nowa Fantastyka 1/1991                                                            | 1991                     |
| Śmierć matadora                | antologia Co większe muchy, Reporter 1992                                         | 1991                     |
| Opętani                        | Fenix 1/1991                                                                      | 1991                     |
| Książę mroku musi umrzeć       | Nowa Fantastyka 12/1991                                                           | 1991                     |
| Korporacja Mesjasz             | antologia Czarna Msza, Rebis 1992                                                 | 1992                     |
| Panie, pobłogosław morderców   | Fenix 2/1993                                                                      | 1993                     |
| Wszystkie nasze ciemne sprawy  | Voyager #6                                                                        | 1993                     |
| Irrehaare                      | Nowa Fantastyka 6-7/1995                                                          | 1995                     |
| Irrehaare                      | zbiór opowiadań W kraju niewiernych                                               | 1995                     |
| Wielkie podzielenie            | Nowa Fantastyka 3/1996                                                            | 1996                     |
| Wielkie podzielenie            | antologia Miłosne dotknięcie nowego wieku, Prószyński i S-ka 1998                 | 1996                     |
| Szkoła                         | Nowa Fantastyka 11/1996                                                           | 1996                     |
| Szkoła                         | zbiór opowiadań Król Bólu                                                         | 1996                     |
| Ziemia Chrystusa               | antologia Wizje alternatywne 2, Zysk i S-ka 1997                                  | 1997                     |
| Ziemia Chrystusa               | zbiór opowiadań W kraju niewiernych                                               | 1997                     |
| IACTE                          | antologia Wizje alternatywne 2, Zysk i S-ka 1997                                  | 1997                     |
| IACTE                          | zbiór opowiadań W kraju niewiernych                                               | 1997                     |
| Ponieważ kot                   | antologia Trzynaście kotów, SuperNOWA 1997                                        | 1997                     |
| Serce Mroku                    | Nowa Fantastyka 11/1998                                                           | 1998                     |
| Serce Mroku                    | zbiór opowiadań Król Bólu                                                         | 1998                     |
| Ruch generała                  | zbiór opowiadań W kraju niewiernych                                               | 2000                     |
| Muchobójca                     | zbiór opowiadań W kraju niewiernych                                               | 2000                     |
| Katedra                        | zbiór opowiadań W kraju niewiernych, 2000                                         | 2000                     |
| Katedra                        | pierwsze samodzielne wydanie, Wydawnictwo Literackie, 2003                        | 2000                     |
| Katedra                        | drugie wydanie, z filmem Tomasza Baginskiego na DVD, Wydawnictwo Literackie, 2008 | 2000                     |
| Katedra                        | trzecie wydanie, kieszonkowe, Wydawnictwo Literackie, 2016                        | 2000                     |
| Katedra                        | czwarte wydanie, graficzne, Wydawnictwo Literackie, 2024                          | 2000                     |
| Medjugorje                     | zbiór opowiadań W kraju niewiernych                                               | 2000                     |
| In partibus infidelium         | zbiór opowiadań W kraju niewiernych                                               | 2000                     |
| W bibliotece                   | magazyn sieciowy Srebrny Glob 08/08/2000                                          | 2000                     |
| Sierpniowa noc                 | Esensja 10/2001                                                                   | 2001                     |
| Gotyk                          | antologia Strefa mroku: jedenastu apostołów grozy, Wydawnictwo Bauer 2002         | 2002                     |
| Gotyk                          | zbiór opowiadań Xavras Wyżryn i inne fikcje narodowe                              | 2004                     |
| Sprawa Rudryka Z.              | zbiór opowiadań Xavras Wyżryn i inne fikcje narodowe                              | 2004                     |
| Przyjaciel prawdy. Dialog idei | zbiór opowiadań Xavras Wyżryn i inne fikcje narodowe                              | 2004                     |
| Crux                           | antologia PL +50. Historie przyszłości, Wydawnictwo Literackie 2004               | 2004                     |
| Crux                           | zbiór opowiadań Król Bólu                                                         | 2004                     |
| Diabeł w strukturze            | Science Fiction #17                                                               | 2002                     |
| Diabeł w strukturze            | antologia Trupy polskie, Wydawnictwo EMG 2005                                     | 2005                     |
| Kto napisał Stanisława Lema?   | dołączone do książki Doskonała próżnia Stanisława Lema, Agora 2008                | 2008                     |
| Król Bólu i pasikonik          | zbiór opowiadań Król Bólu                                                         | 2010                     |
| Oko potwora                    | zbiór opowiadań Król Bólu                                                         | 2010                     |
| Piołunnik                      | zbiór opowiadań Król Bólu                                                         | 2010                     |
| Linia oporu                    | zbiór opowiadań Król Bólu                                                         | 2010                     |
| Linia oporu                    | kwartalnik Horyzonty 1/2011                                                       | 2011                     |
| Linia oporu                    | pierwsze samodzielne wydanie, Wydawnictwo Literackie, 2024                        | 2010                     |
| Portret nietoty                | zbiór opowiadań Zachcianki, Świat Książki 2012                                    | 2012                     |
| Pierwocina                     | Nowa Fantastyka 1/2016                                                            | 2016                     |
| Pierwocina                     | antologia Utopay. Przyszłość wystawia rachunek, Harde Wydawnictwo 2023            | 2023                     |
| Vtrko                          | antologia Ojciec. Opowiadania, Ringier Axel Springer Polska 2017                  | 2017                     |

### Inne prace
| Tytuł                        | Wydawnictwo/Miejsce publikacji             | Rok publikacji | Uwagi                                             |
| ---------------------------- | ------------------------------------------ | -------------- | ------------------------------------------------- |
| Baśń                         | Fahrenheit No 2/październik-listopad 1997  | 1997           | fragment powieści                                 |
| Przybliżenie                 | Fahrenheit No 3/grudzień 1997-styczeń 1998 | 1997           | fragment powieści                                 |
| Interversum                  | Lampa 1/2004                               | 2004           | fragment powieści                                 |
| Interversum                  | Esensja 8/2004                             | 2004           | fragment powieści                                 |
| Afryka                       | oficjalna strona autora Stronice Dukaja    | 2010           | fragment opowiadania pisanego do zbioru Król Bólu |
| Rewolucja.EXE                | Audioteka                                  | 2014           | [ c ]                                             |
| Serce ciemności              | Wydawnictwo Literackie                     | 2017           | tłumaczenie Jądra Ciemności Josepha Conrada       |
| Po piśmie                    | Wydawnictwo Literackie                     | 2019           | zbiór esejów                                      |
| Tak wymienia się rdzeń duszy | zbiór esejów Jutro jest teraz, Agora 2020  | 2020           | esej                                              |

W 2010 w wywiadzie Dukaj stwierdził, że planuje napisanie noweli w międzynarodowej serii „Mity” oraz inne utwory pod tytułami – Fabla, Rekursja i Stroiciel luster.

### Przekłady na języki obce
| Utwór                        | Język przekładu | Tłumacz                     | Tytuł przekładu                                                 | Wydawca                                         | Rok publikacji |
| ---------------------------- | --------------- | --------------------------- | --------------------------------------------------------------- | ----------------------------------------------- | -------------- |
| Xavras Wyżryn                | włoski          | Francesco Annicchiarico     | Gli imperi tremano                                              | Transeuropa Edizioni                            | 2012           |
| Córka łupieżcy               | węgierski       | Zsuzsa Mihályi              | Zuzanna és a világmindenség                                     | Typotex                                         | 2012           |
| Extensa                      | węgierski       | Zsuzsa Mihályi              | Extensa                                                         | Typotex                                         | 2012           |
| Inne pieśni                  | rosyjski        | Siergiej Legieza            | Иные песни                                                      | AST                                             | 2014           |
| Inne pieśni                  | węgierski       | Zsuzsa Mihályi              | Dalok odaátról                                                  | Typotex                                         | 2015           |
| Inne pieśni                  | bułgarski       | Silwija Borisowa            | Други песни                                                     | Colibri                                         | 2015           |
| Lód                          | macedoński      | Filip Dimiewski             | Мраз                                                            | Begemot                                         | 2013           |
| Lód                          | bułgarski       | Wera Dejanowa               | Лед                                                             | Ерго                                            | 2017           |
| Lód                          | ukraiński       | Andrij Pawłyszyn            | Крига                                                           | Астролябія                                      | 2018 (2 t.)    |
| Lód                          | bośniacki       | Zorana Perić                | Led                                                             | Agarthi Comics                                  | 2021           |
| Lód                          | czeski          | Michaela Benešová           | Led                                                             | Host                                            | 2021           |
| Starość aksolotla            | angielski       | Stanley Bill                | The Old Axolotl                                                 | Grupa Allegro                                   | 2015           |
| Starość aksolotla            | francuski       | Caroline Raszka-Dewez       | La vieillesse de l'axolotl                                      | Rivages                                         | 2024           |
| Złota Galera                 | rosyjski        | Vladimir Anikeyev           | Золотая галера                                                  | Фантакрим MEGA 1993'4                           | 1993           |
| Złota Galera                 | węgierski       | László Ábrán                | Az aranygálya                                                   | Galaktika 3/95                                  | 1995           |
| Złota Galera                 | angielski       | Wiesiek Powaga              | The Golden Galley w: The Dedalus Book of Polish Fantasy         | Dedalus                                         | 1996           |
| Złota Galera                 | niemiecki       | Jacek Rzeszotnik            | Die Goldene Galeere w: Auf der Strasse nach Oodnadatta          | Wilhelm Heyne Verlag                            | 2001           |
| Książę mroku musi umrzeć     | węgierski       | László Ábrán                | A sötétség fejedelmének meg kell halnia                         | Galaktika 7/1992                                | 1992           |
| Szkoła                       | włoski          | Marco Valenti Justyna Kulik | La Scuola w: La Cattedrale                                      | Voland                                          | 2013           |
| Serce Mroku                  | czeski          | Pavel Weigel                | Srdce Temna w: Polská ruleta 2: Sfinx                           | Laser Books                                     | 2005           |
| Serce Mroku                  | rosyjski        | Siergiej Legieza            | Сердце Мрака w: Формула крови                                   | Media Maksimum                                  | 2011           |
| Ruch generała                | słowacki        | Martin Kralik               | Železný generál                                                 | Vydavatel’stvo Spolku Slovenskych Spisovatel’ov | 2006           |
| Ruch generała                | angielski       | Michael Kandel              | The Iron General w: A Polish Book of Monsters                   | PIASA Books                                     | 2010           |
| Ruch generała                | rosyjski        | Siergiej Legieza            | Ход генерала w: Девятнадцать стражей. На грани миров            | Книжный клуб "Клуб семейного досуга"            | 2017           |
| Muchobójca                   | rosyjski        | E. Wajsbrot                 | Мухобой                                                         | AST                                             | 2002           |
| Katedra                      | czeski          | Pavel Weigel                | Katedrála                                                       | Ikarie 11/2002                                  | 2002           |
| Katedra                      | czeski          | Pavel Weigel                | Katedrála w: Polská ruleta                                      | Laser Books                                     | 2003           |
| Katedra                      | włoski          | Marco Valenti Justyna Kulik | La Cattedrale w: La Cattedrale                                  | Voland                                          | 2013           |
| In partibus infidelium       | włoski          | Marco Valenti Justyna Kulik | In partibus infidelium w: La Cattedrale                         | Voland                                          | 2013           |
| Diabeł w strukturze          | rosyjski        | E. Wiernikowskaja           | Дьявол в структуре w: Польские трупы                            | Fluid                                           | 2008           |
| Kto napisał Stanisława Lema? | angielski       | Danusia Stok                | The Apocrypha of Lem w: Lemistry                                | Comma Press                                     | 2011           |
| Kto napisał Stanisława Lema? | ukraiński       | Siergiej Legieza            | Хто написав Станіслава Лема? w: Казки роботів. Кіберіада. Маска | Навчальна книга – Богдан                        | 2016           |

## Adaptacje
Opowiadanie Katedra było inspiracją dla Tomasza Bagińskiego do stworzenia krótkometrażowego filmu animowanego o tym samym tytule. Animacja ukazała się w 2002 roku, zdobyła nagrodę SIGGRAPH i była nominowana do Oscara. Rok później Bagiński zapowiedział adaptację Ruchu generała, jednak projekt ten nie został zrealizowany.
Powieść Czarne oceany była inspiracją dla powstania filmu All Secrets z 2008 roku w reżyserii Tomasza Suskiego. Produkcja otrzymała Złotą KANewkę (nagrodę główną Festiwalu Kina Amatorskiego i Niezależnego KAN) oraz Nagrodę Polskiego Kina Niezależnego im. Jana Machulskiego (OFFskar) za najlepszy scenariusz.
Powieść Wroniec została dwukrotnie zaadaptowana na widowisko teatralne. Pierwszy raz sztukę na podstawie powieści wystawił Jerzy Bielunas w 2010 roku w Teatrze Kamienica, a rok później zrobił to Jan Peszek we Wrocławskim Teatrze Lalek.
Powieść Lód została przeniesiona na deski Teatru Provisorium przez Janusza Opryńskiego w 2013 roku.
Powieść Starość aksolotla była inspiracją dla powstania polsko-belgijskiego serialu Kierunek: Noc (ang. Into the Night), udostępnionego 1 maja 2020 roku na platformie Netflix. Twórcą produkcji jest Jason George, wszystkie odcinki wyreżyserowali Inti Calfat i Dirk Verheye, z kolei Jacek Dukaj wraz z Tomaszem Bagińskim piastowali stanowiska producentów wykonawczych.